# Mary McAleese
Mary Patricia McAleese, irsk Máire Mhic Ghiolla Íosa (født 27. juni 1951 i Belfast i Nordirland) er en irsk politiker. Hun er den tidligere præsident i Irland, hvilket hun var fra 1997 til 2011. Hun blev genvalgt til en ny syvårsperiode i 2004. Hun er medlem af det republikanske parti i Irland, Fianna Fáil.